# قولجا
قولجا یا یینینگ یک شهر (در سطح شهرستان) و مرکز ولایت خودمختار ایلی قزاق است که در شمال‌غرب سین‌کیانگ در چین واقع شده‌است. قولجا ۶۲۹ کیلومتر مربع مساحت و ۷۷۸٬۰۴۷ نفر جمعیت دارد.

## جمعیت
| ترکیب قومیتی شهر قولجا | ترکیب قومیتی شهر قولجا | ترکیب قومیتی شهر قولجا | ترکیب قومیتی شهر قولجا | ترکیب قومیتی شهر قولجا |
| ---------------------- | ---------------------- | ---------------------- | ---------------------- | ---------------------- |
| قومیت                  | قومیت                  |                        | درصد                   | درصد                   |
| اویغور                 | اویغور                 |                        | ۴۷٫۲٪                  | ۴۷٫۲٪                  |
| هان                    | هان                    |                        | ۳۶٫۶٪                  | ۳۶٫۶٪                  |
| هوئی                   | هوئی                   |                        | ۷٫۳٪                   | ۷٫۳٪                   |
| قزاق                   | قزاق                   |                        | ۴٫۹٪                   | ۴٫۹٪                   |
| شیبه                   | شیبه                   |                        | ۱٫۰٪                   | ۱٫۰٪                   |
| ازبک                   | ازبک                   |                        | ۰٫۸٪                   | ۰٫۸٪                   |
| مغول                   | مغول                   |                        | ۰٫۴٪                   | ۰٫۴٪                   |
| منجو                   | منجو                   |                        | ۰٫۴٪                   | ۰٫۴٪                   |
| روس                    | روس                    |                        | ۰٫۱٪                   | ۰٫۱٪                   |
| قرقیز                  | قرقیز                  |                        | ۰٫۱٪                   | ۰٫۱٪                   |
| سایر                   | سایر                   |                        | ۱٫۲٪                   | ۱٫۲٪                   |
| منبع سرشماری جمعیت :   |                        |                        |                        |                        |